# Žan Medved
Žan Medved (Slovenj Gradec, 14 giugno 1999) è un calciatore sloveno, attaccante del Nyíregyháza.

## Carriera

### Club
Il 10 gennaio 2020 viene acquistato a titolo definitivo dalla squadra slovacca dello Slovan Bratislava.

### Nazionale
Ha partecipato agli Europei Under-21 del 2021.

## Statistiche

### Presenze e reti nei club
Statistiche aggiornate all'11 febbraio 2023.
| Stagione        | Squadra           | Campionato      | Campionato | Campionato | Coppe nazionali | Coppe nazionali | Coppe nazionali | Coppe continentali | Coppe continentali | Coppe continentali | Altre coppe | Altre coppe | Altre coppe | Totale | Totale |
| Stagione        | Squadra           | Comp            | Pres       | Reti       | Comp            | Pres            | Reti            | Comp               | Pres               | Reti               | Comp        | Pres        | Reti        | Pres   | Reti   |
| --------------- | ----------------- | --------------- | ---------- | ---------- | --------------- | --------------- | --------------- | ------------------ | ------------------ | ------------------ | ----------- | ----------- | ----------- | ------ | ------ |
| 2015-2016       | Aluminij          | 2.SNL           | 1          | 1          |                 | -               | -               |                    | -                  | -                  |             | -           | -           | 1      | 1      |
| 2018-gen. 2019  | Fužinar           | 2.SNL           | 17         | 10         |                 | -               | -               |                    | -                  | -                  |             | -           | -           | 17     | 10     |
| gen.-giu. 2019  | Vis Pesaro        | C               | 2          | 0          | CI-C            | -               | -               |                    | -                  | -                  |             | -           | -           | 2      | 0      |
| 2019-gen. 2020  | Fužinar           | 2.SNL           | 19         | 14         |                 | -               | -               |                    | -                  | -                  |             | -           | -           | 19     | 14     |
| gen.-giu. 2020  | Slovan Bratislava | SL              | 1+4        | 0+2        | CS              | 3               | 2               | UCL+UEL            | -                  | -                  |             | -           | -           | 8      | 4      |
| 2020-gen. 2021  | Slovan Bratislava | SL              | 18         | 4          | CS              | 0               | 0               | UCL+UEL            | 0+1                | 0+1                |             | -           | -           | 19     | 5      |
| gen.-giu. 2021  | Wisła Cracovia    | EK              | 13         | 0          | CP              | -               | -               |                    | -                  | -                  |             | -           | -           | 13     | 0      |
| 2021-2022       | Celje             | 1.SNL           | 21         | 4          | CS              | 2               | 0               |                    | -                  | -                  |             | -           | -           | 23     | 4      |
| 2022-gen. 2023  | Slovan Bratislava | SL              | 8          | 0          | CS              | 2               | 0               | UCL+UEL+UECL       | 0+0+1              | 0                  |             | -           | -           | 11     | 0      |
| gen.-giu. 2023  | Skalica           | SL              | 8          | 1          | CS              | -               | -               |                    | -                  | -                  |             | -           | -           | 8      | 1      |
| Totale carriera | Totale carriera   | Totale carriera | 112        | 36         |                 | 7               | 2               |                    | 2                  | 1                  |             | -           | -           | 121    | 39     |

## Palmarès

### Club

#### Competizioni nazionali
- Coppa di Slovacchia: 1

Slovan Bratislava: 2019-2020
- Campionato slovacco: 1

Slovan Bratislava: 2019-2020